# Сатчитананда
Сатчитананда, сат-чит-ананда или саччидананда (санскр. सच्चिदानंद, IAST: saccidānanda) — сложное слово из трёх санскритских терминов (сат (санскр. सत्, IAST: sat), чит (санскр. चित्, IAST: cit) и ананда (санскр. आनंद, IAST: ānanda) которые соответственно означают «бытие», «сознание» и «блаженство».
Используется в различных школах индуистской философии для описания природы безличного Брахмана или личностного аспекта Бога — Ишвары или Бхагавана. Сатчитананда рассматриваются как три атрибута, каждый из которых тождествен с двумя другими, а их различение в человеческом сознании вызвано майей и ошибочно.
Слово «сатчитананда» используется также как монашеское имя в различных индуистских философских школах и традициях. Различные традиции в индуизме по-разному толкуют эту философскую концепцию. В философских школах веданты сатчитананда рассматривается как синоним трёх основных атрибутов Брахмана.

## Йога
С точки зрения йоги сатчитананда это состояние, в котором нади и чакры полностью раскрыты и пранические энергетические потоки в теле находятся в полном равновесии. Или же, это когда Шива и Шакти кундалини соединились и обосновались в теле практикующего.
В йоге, сатчитананда может случаться спонтанно и мимолётно или в течение коротких периодов времени. Многие направления в индуизме разделяют понимание того, что через старательную практику духовных дисциплин, эти короткие периоды будут становиться продолжительней и практикующий в конце концов сможет достичь состояния непрерывной сатчитананды. Среди основных признаков достижения стадии сатчитананды указываются следующие: ананда (духовное блаженство) или духовный экстаз, удовлетворение (сантоша), умиротворение (шанти), сатори, самадхи, сабиджа, и/или нирвана.

## Вайшнавизм
В вайшнавизме сатчитананда является изначальным состоянием живого существа на планетах Вайкунтхи. Вайкунтхи, согласно вайшнавскому богословию, — это вечные духовные планеты, которые находятся в духовном небе, за пределами материальных вселенных. В дуалистических философиях двайта, три элемента сат, чит и ананды соответственно соотносятся с тремя этапами осознания Бога в Его трёх ипостасях как Брахмана, Параматмы и Бхагавана.

### Сат
Сат (бытие) указывает на аспект вечности. Считается, что личность, которая осознала Брахмана, познала аспект сат, или вечность. Поэтому на этой стадии человек более не отождествляет себя с материей, что делает его невозмутимым и бесстрашным. Он осознаёт своё «Я» как вечную частичку этого сат, и пребывает в полном равновесии. Этот уровень является началом духовного самоосознания, и тот, кто достиг его, считается самореализованным человеком.

### Чит
Чит обозначает сознание, одним из аспектов которого является знание. Тот, кто постигает Параматму в своём сердце, поднимается на этот уровень. Существует много видов знания, однако в вайшнавизме изначальное знание заключается в понимании того, что источником всего является Бог как личность. Любое другое знание является следствием этого знания. На эту ступень могут возвыситься те, кто уже достиг понимания сат, достигшие совершенства в практике медитации на Параматму.

### Ананда
В переводе с санскрита это слово значит «блаженство». На этот уровень человек поднимается, осознав личностную ипостась Бога — Бхагавана. Говорится, что когда человек осознаёт Верховную личность Бога, которая рассматривается как вместилище всех наслаждений, он достигает трансцендентного блаженства. Бхагаван в избытке обладает шестью богатствами, и, когда человек обращается к Нему, Он может даровать любое из них. Даётся пример слуги царя, который наслаждается так же, как и сам царь. Постигнув истинную природу Абсолюта, индивид начинает заниматься служением Ему и обретает возможность общаться с Ним. В традициях бхакти принято считать, что этот уровень постигается бхакти-йогами, или теми, кто в процессе своего постепенного развития в йоге, достигают платформы бхакти-йоги, которая рассматривается как наивысшая.
В «Бхагавадгита как она есть» (1983) утверждается, что человек, познавая аспект чит, автоматически осознаёт и аспект сат. Личность же, постигшая аспект ананда, естественным образом познаёт два предыдущих аспекта (сат и чит). Человек, обладающий 100 долларами, имеет, как 10, так и 40 долларов. Также и тот, кто осознал высшее проявление Бога в Его личностной форме, постигает все остальные Его ипостаси.
В «Брахма-самхите» утверждается:

Брахма-самхита 5.1:

Кришна, известный как Говинда, является Верховным Господом всех живых существ.

Его духовное тело исполнено вечности, знания и блаженства.

Являясь началом всего Сам Он не имеет начала.

Он есть изначальная причина всех причин.
Оригинальный текст (санскрит)ईश्वरः परमः कृष्णः ।

सच्चिदानंदविग्रहः ॥

अनादिर्गोविन्दः ।

सर्वकारणकारणम् ॥
IAST: īśvaraḥ paramaḥ kṛṣṇaḥ

sac-cid-ānanda-vigrahaḥ

anādir ādir govindaḥ

sarva-kāraṇa-kāraṇam

## Шри Ауробиндо
Согласно философии Шри Ауробиндо, в духовной эволюции души и вселенной, несмотря на то, что душа воплощается в майе, и ограничена материей, пространством и временем, она постоянно сохраняет вечное единство с сатчитананда. Этот воплощающийся объект или измерение живого существа, духовная душа, или чайтья-пуруша, является основной сущностью, которая перевоплощается из жизни в жизнь. Эта сущность в своём качественном энергетическом состоянии является сатчитананда.
Шри Ауробиндо утверждает, что существует верховная сила, «сверхразум», проявляющийся из сатчитананды и достижимый через практику йоги, направленной на объединение жизни, ума и материи с возвышенным уровнем сознания, радости и силы и таким образом, пробуждения нашей изначальной духовности.